# 美国能源部国家实验室

美国能源部徽章

美国能源部国家实验室与技术中心（英語：United States Department of Energy National Laboratories and Technology Centers），是指在美国能源部监管之下的一系列研究设施和实验室系统，目的是促进科学的研究和技术的进步，进而推动完成美国能源部的使命。截至2017年，美国能源部下属的实验室与研究设施一共是十七处，其中有十处下属科学办公室，三处由美国国家核安全管理局（NNSA）管理。大部分的国家实验室采取“美国联邦政府所有、由政府委托的机构运营（Government-owned，Contractor-operated，GOCO）”的方式管理，也有部分采用“政府所有、由政府运营（Government-owned，Government-operated，GOGO）”的方式。
国家实验室系统为美国提供了战略性的科技实力；实验室执行的往往是长期的，具有挑战性的科研任务，发展的跨领域科学研究超越了普通学术机构以及工业研究机构的研究范围，使得美国国内的其他科研工作者获益匪浅。

## 历史
建立一个集中的国家实验室系统的想法缘于第二次世界大战中科学的迅猛发展。战争中发明的雷达、计算机、近炸引信和原子弹等新技术，在日后被认为是同盟国取得胜利的决定性因素。虽然美国政府于一战伊始便已对科学研究进行了投资，但直到1930年代末期，美国才开始投入了巨量资源用于解决战时的科学问题。1940年，政府建立了国家防御研究委员会以管理和支持战时的科学研究。之后，麻省理工的工程师万尼瓦尔·布什领导的科学研究与发展办公室取代了国家防御研究委员会的职责，在战时被给予了资金和资源的无限使用权。集中化的研究中心——例如麻省理工的放射实验室和伯克利加州大学的劳伦斯实验室，让大量科学家有机会以前所未有的方式相互合作，并且近乎无限地使用着政府的资源以攻克科研难关。
1942年，随着曼哈顿计划的开始实施，这个最终制造出人类历史上第一个核武器的军事工程派生出了一系列以研究炸弹和发展军用材料为目标的秘密科研地点。这些地点包括：位于新墨西哥州山区的洛斯阿拉莫斯实验室（由罗伯特·奥本海默一手主导）、漢福德區和橡树岭。汉福德和橡树岭的研究所是由私有企业运营的，而洛斯阿拉莫斯实验室由一所公立学校（加州大学）运营。这种由政府出资，私有企业或研究型大学承担科研任务的经营方式，在美国国内的其他地方也大获成功，例如芝加哥大学的核反应堆研究——各项研究的成功最后促成了阿尔贡国家实验室的建立。
战后，美国原子能委员会接管了这些战时临时建立的实验室，并将它们转为永久的实验室，即国家实验室。各个国家实验室都从政府获得了资金和基础设施的保障，能够进行特定领域或是基础科学的研究，特别是物理学方面的研究。实验室一般都与一个或者多个大型科研设施（例如粒子加速器或核反应堆）相邻。

## 国家实验室系统的构成
美国的国家实验室系统是世界上最大的科研系统之一。大部分的国家实验室里有常驻的工作人员和科学家，允许外来的访问学者莅临实验室进行科学上的交流，或借用实验室的设备和仪器进行科学研究。集中的资金和智力资源使得美国的这些国家实验室成为了大科学研究的典范。
不同的实验室之间既有竞争也有合作。一般来说，具有相同研究方向的两个实验室（例如劳伦斯利福摩尔实验室与洛斯阿拉莫斯实验室）相互有资金上的竞争关系，而研究领域不同的两个实验室往往会相互合作（例如劳伦斯利福摩尔实验室与劳伦斯伯克利实验室的合作，而后者常常与布鲁克黑文实验室具有竞争关系）。
美国能源部在国家实验室投入的资金占美国国内对物理、化学、材料科学以及物理科学的其他领域研究的总投资的40%以上。一些国家实验室是由私营企业管理的，也有由研究型大学运营的实验室。美国国家实验室在军事、学术、产业所构成的“铁三角”中扮演着极为重要且影响深远的角色。

## 美国能源部国家实验室列表
截至2017年，美国能源部一共有十七个下属实验室，除了國家能源技術實驗室以GOGO模式營運，其他實驗室皆為GOCO模式營運。
| 右圖位置                         | 名稱                        | 所在地                                        | 成立年     | 營運者 |
| 科學辦公室                       | 科學辦公室                  | 科學辦公室                                    | 科學辦公室 | 科學辦公室 |
| -------------------------------- | --------------------------- | --------------------------------------------- | ---------- | --- |
| 綠5                              | 劳伦斯伯克利国家实验室      | 加利福尼亚州伯克利                            | 1931年     | 加州大學（1931年起） |

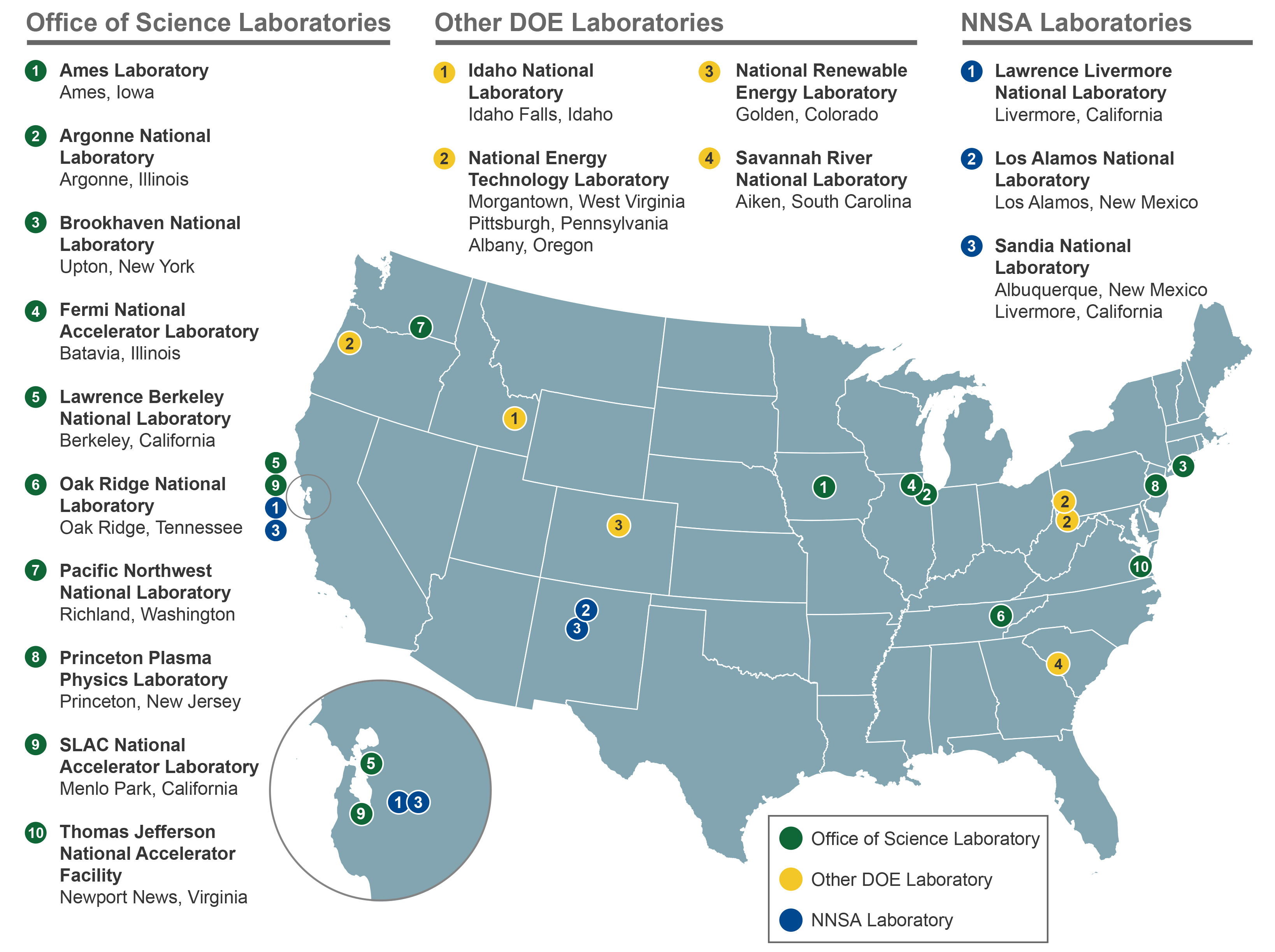
十七个美国能源部国家实验室在地图上的位置（2014年）。

| 綠6                              | 橡树岭国家实验室            | 田纳西州橡树岭                                | 1943年     | 芝加哥大學與杜邦公司（1943年至1945年） 孟山都（1945年至1947年） 美國聯合碳化物（1947年至1984年） 馬丁·瑪麗埃塔公司（Martin Marietta，1984年至2000年） 田纳西大学拜特尔有限责任公司（UT–Battelle，2000年4月起） |
| 綠2                              | 阿尔贡国家实验室            | 伊利诺伊州杜佩奇县                            | 1946年     | 芝加哥大学阿貢有限责任公司（UChicago Argonne, LLC） |
| 綠1                              | 埃姆斯国家实验室            | 爱荷华州埃姆斯                                | 1947年     | 爱荷华州立大學（1947年起） |
| 綠3                              | 布鲁克黑文国家实验室        | 纽约州阿普顿                                  | 1947年     | 美國大學聯盟法人組織（Associated Universities, Inc.，1947年至1998年） 石溪大學（1998年起） (since 1998) |
| 綠8                              | 普林斯顿等离子体物理实验室  | 新泽西州普林斯顿                              | 1951年     | 普林斯顿大學（1951年起） |
| 綠9                              | SLAC國家加速器實驗室        | 加利福尼亚州门洛帕克                          | 1962年     | 史丹福大學（1962年起） |
| 綠7                              | 西北太平洋国家实验室        | 华盛顿州里奇兰                                | 1965年     | 巴特爾紀念研究所（Battelle Memorial Institute，1965年起） |
| 綠4                              | 费米国立加速器实验室        | 伊利諾州巴塔維亞                              | 1967年     | 費米研究聯盟（Fermi Research Alliance，2007年起） |
| 綠10                             | 托马斯·杰斐逊国家加速器装置 | 弗吉尼亚州纽波特紐斯                          | 1984年     | 傑斐遜科學協會有限責任公司（Jefferson Science Associates, LLC，2006年起） |
| 國家核安全管理局（NNSA）         |                             |                                               |            | |
| 藍2                              | 洛斯阿拉莫斯国家实验室      | 新墨西哥州洛斯阿拉莫斯                        | 1943年     | 加州大學（1943年至2007年） 洛斯阿拉莫斯國家安全有限責任公司（Los Alamos National Security, LLC，2007年至2018年） Triad國家安全有限責任公司（Triad National Security, LLC，2018年起）                           |
| 藍3                              | 桑迪亚国家实验室            | 新墨西哥州阿尔伯克基                          | 1948年     | 加州大學（1948年至1949年） 美國電話電報公司（1949年至1993年） 洛克希德馬丁（1993年至2017年） 霍尼威爾（2017年起）                                                                                              |
| 藍3                              | 桑迪亚国家实验室            | 加利福尼亚州利弗莫尔                          | 1948年     | 加州大學（1948年至1949年） 美國電話電報公司（1949年至1993年） 洛克希德馬丁（1993年至2017年） 霍尼威爾（2017年起）                                                                                              |
| 藍1                              | 勞倫斯利福摩爾國家實驗室    | 加利福尼亚州利弗莫尔                          | 1952年     | 加州大學（1952年至2007年） 勞倫斯利福摩爾國家安全有限責任公司（Lawrence Livermore National Security, LLC，2007年起）                                                                                           |
| 能源效率與再生能源辦公室（EERE） |                             |                                               |            | |
| 黃3                              | 国家可再生能源实验室        | 科罗拉多州戈尔登                              | 1977年     | MRIGlobal（1997年至2008年） 永續能源聯盟有限責任公司（Alliance for Sustainable Energy, LLC，2008年起） |
| 環境管理辦公室                   |                             |                                               |            | |
| 黃4                              | 萨凡纳河国家实验室          | 南卡罗来纳州艾肯                              | 1952年     | 萨凡纳河核能方案有限責任公司（Savannah River Nuclear Solutions, LLC，2008年起） |
| 化石能源辦公室                   |                             |                                               |            | |
| 黃2                              | 国家能源技术实验室          | 宾夕法尼亚州匹兹堡                            | 1910年     | 能源部 |
| 黃2                              | 国家能源技术实验室          | 西弗吉尼亚州摩根敦                            | 1946年     | 能源部 |
| 黃2                              | 国家能源技术实验室          | 俄勒冈州奥尔巴尼                              | 2005年     | 能源部 |
| 核能辦公室                       |                             |                                               |            | |
| 黃1                              | 爱达荷国家实验室            | 爱达荷州阿科 (愛達荷州)和爱达荷福尔斯的交界处 | 1949年     | 貝泰公司（1949年至2005年） 巴特爾紀念研究所（2005年起） |

## 其他相关科学设施列表
- 加速器测试设施（英语：Accelerator Test Facility）
- 先进光源（英语：Advanced Light Source）
- 先进光子源
- Alcator C-Mod
- 阿尔贡顶尖计算设施：IBM Mira
- 阿尔贡串联线性加速器系统（英语：Argonne Tandem Linear Accelerator System）
- 大气放射性测量（英语：Atmospheric Radiation Measurement）
- B-工厂（英语：B-Factory）
- 功能性纳米材料中心（英语：Center for Functional Nanomaterials）
- 纳米相材料科学中心（英语：Center for Nanophase Materials Sciences）
- 纳米尺度材料中心（英语：Center for Nanoscale Materials）
- DIII-D托卡马克设施（英语：DIII-D Tokamak Facility）
- 电子显微镜中心（英语：Electron Microscopy Center）
- 能源科学网络（英语：Energy Sciences Network）
- 环境分子科学实验室（英语：Environmental Molecular Sciences Laboratory）
- 联合基因组研究所
- 线性加速器相干光源（英语：Linac Coherent Light Source）
- 激光能量学实验室（英语：Laboratory for Laser Energetics）
- 洛斯阿拉莫斯中子科学中心（英语：Los Alamos Neutron Science Center）
- 分子铸造厂（英语：Molecular Foundry）
- 国家电子显微镜中心（英语：National Center for Electron Microscopy）
- 国家强磁场实验室（英语：National High Magnetic Field Laboratory）
- 国家能源研究科学计算中心（英语：National Energy Research Scientific Computing Center）
- 国家点火装置
- 国家球形环面实验（英语：National Spherical Torus Experiment）
- 国家同步加速器光源（英语：National Synchrotron Light Source）
- 国家交通运输研究中心（英语：National Transportation Research Center）
- NuMI（英语：Neutrinos at the Main Injector）
- 相對論性重離子對撞機
- 散裂中子源（英语：Spallation Neutron Source）
- 斯坦福同步辐射光源（英语：Stanford Synchrotron Radiation Lightsource）
- 同步辐射中心
- 兆电子伏特加速器
- 三角大学核物理实验室（英语：Triangle Universities Nuclear Laboratory）

## 流行文化中的美国能源部国家实验室
- Netflix网剧《怪奇物语》中出现了一个虚构的、由美国能源部运营的“霍金斯国家实验室（Hawkins National Laboratory）”，坐落于印第安纳州的一个虚构的小镇——霍金斯（Hawkins）。实验室在后来被关闭了，因为实验室内部出现了一个被称作“颠倒世界（Upside Down）”的、通往另一维度的传送门。
- AMC频道播出的电视连续剧《绝命毒师》中的主角华特·怀特（Walter White）在第一季的故事发生之前曾是桑迪亚国家实验室的化学家。

## 延伸阅读
- Westwick, Peter J. The National Labs: Science in an American System, 1947–1974. （页面存档备份，存于） Cambridge: Harvard University Press, 2003, ISBN 978-0-674-00948-6.